# 奈良歩実
奈良 歩実（なら あゆみ、1994年4月4日 - ）は、日本の元タレント、元レースクイーン。
埼玉県出身。ワンエイトプロモーションに所属していた。

## 略歴
2017年、SUPER GT「Elcars BENTLEY TTOレースクイーン」としてRQデビュー。2018年のSUPER GTでは「apr HYBRID Victoriaレースクイーン」を務めた。
2018年6月29日、恵比寿マスカッツ1.5に研修生として加入。2018年8月24日、恵比寿マスカッツ正式メンバーに昇格。
2022年8月13日、恵比寿ガーデンホールにて行われた「第2世代恵比寿マスカッツ真夏の卒業式」をもち恵比寿マスカッツを卒業（メンバー全員が卒業する事実上の解散）。

## 人物
- フィリピンと日本のハーフ。
- 特技は走り幅跳び、短距離走、クレープを焼くことなど。
- 好きなものは音楽鑑賞など。

## 出演

### レースクイーン
| 年     | カテゴリー | チーム名                           | 他メンバー           |
| ------ | ---------- | ---------------------------------- | -------------------- |
| 2017年 | SUPER GT   | Elcars BENTLEY TTOレースクイーン   | 工藤沙織、綾瀬まお   |
| 2018年 | SUPER GT   | apr HYBRID Victoria レースクイーン | 成田まい、陽菜みなみ |

### テレビ
- 水曜日のダウンタウン（2018年10月3日 - 12月12日、TBS） - 「MONSTER HOUSE」コーナーレギュラー[7]

### ウェブテレビ
- スリルな夜!（2018年1月 - 3月、AbemaTV） - ミス・スリル2018に選出以降準レギュラー[8]

## 作品

### イメージビデオ
- 本当の彼女は 奈良歩実（2019年12月19日、ギルド）